# Mesnil-Domqueur
Mesnil-Domqueur is een gemeente in het Franse departement Somme (regio Hauts-de-France) en telt 96 inwoners (2009). De plaats maakt deel uit van het arrondissement Abbeville.

## Geografie
De oppervlakte van Mesnil-Domqueur bedraagt 3,4 km², de bevolkingsdichtheid is dus 28,2 inwoners per km².
De onderstaande kaart toont de ligging van Mesnil-Domqueur met de belangrijkste infrastructuur en aangrenzende gemeenten.

## Demografie
Onderstaande figuur toont het verloop van het inwonertal (bron: INSEE-tellingen).